# Station Lostock
Lostock is een spoorwegstation van National Rail in Lostock, Bolton in Engeland. Het station is eigendom van Network Rail en wordt beheerd door Northern Rail. Het station is geopend in 1988.